# Laida
Laida es un barrio del municipio de Ibarranguelua, dentro de la reserva de Urdaibai, en la provincia de Vizcaya, País Vasco, España.

## Situación
Es el barrio más al oeste del municipio, situada en la margen derecha de la desembocadura de la ría de su mismo nombre, ría de Laida, la cual recibe también otras denominaciones, como el río Oca, ría de Mundaca.
Atravesado por la carretera   BI-3234 
de Guernica dirección Ibarrangelúa por la costa.
Al Norte con el Mar Cantábrico y el barrio de Anchoras, al este con Gamecho y Acorda y al sur con Canala barrio perteneciente al municipio de Gautéguiz de Arteaga.
Coordenadas = 43°24′01″N 2°41′10″O / 43.40028, -2.68611

## Playa
El barrio de Laida cuenta con un gran arenal bastante frecuentado por los turistas en verano, conocido como la playa de Laida
La playa de Laida, ubicada en la Reserva de la Biosfera de Urdaibai, ha experimentado cambios significativos en su morfología y extensión a lo largo de los años, especialmente tras los temporales de 2014. Durante este período, la playa sufrió una fuerte erosión que resultó en la pérdida de más de 150.000 metros cúbicos de arena de su zona seca, afectando tanto al ecosistema como a las infraestructuras locales.
Para abordar esta situación, las autoridades competentes, incluyendo la Demarcación de Costas, la Diputación Foral de Bizkaia y el Gobierno Vasco, implementaron un plan de regeneración de la playa. Este plan contempló la extracción de 40.000 metros cúbicos de arena de la zona intermareal de Laida, con el objetivo de restaurar la playa seca y proteger las infraestructuras afectadas.
Sin embargo, esta intervención generó preocupación entre la comunidad surfista, especialmente en relación con la ola de Mundaka, reconocida internacionalmente. Los surfistas alertaron sobre el riesgo que corría la ola debido a los movimientos de arena efectuados para regenerar la playa de Laida, ya que cualquier alteración en el ecosistema podría afectar al desarrollo de la ola.
A pesar de las preocupaciones expresadas, las autoridades aseguraron que las medidas adoptadas se basaron en estudios técnicos y ambientales destinados a minimizar el impacto en la ola de Mundaka y en el ecosistema circundante. No obstante, la situación evidenció la necesidad de equilibrar la protección de las infraestructuras y el medio ambiente con la preservación de los recursos naturales y culturales de la zona. A día de hoy la playa no se ha recuperado de las tempestades del año 2014 a pesar de las intervenciones sufridas por las autoridades.
En resumen, la regeneración de la playa de Laida en 2014 fue una respuesta a la erosión sufrida durante los temporales, que buscó restaurar la playa y proteger las infraestructuras locales. No obstante, la intervención suscitó debates sobre su impacto en la ola de Mundaka y en el ecosistema de la Reserva de la Biosfera de Urdaibai, resaltando la importancia de considerar todos los factores involucrados en la gestión costera.

## Transporte
La línea A3526 de Bizkaibus de Guernica a Ibarranguelua tiene parada.
- Datos: Q9020057